# Глогув-Малопольски (гмина)
Глогув-Малопольски (пол. Głogów Małopolski) — городско-сельская гмина (волость) в Польше, входит как административная единица в Жешувский повет, Подкарпатское воеводство. Население — 17 886 человек (на 2004 год).

## Демография
| Перепись                       | Всего   | Всего | Женщины | Женщины | Мужчины | Мужчины |
| ------------------------------ | ------- | ----- | ------- | ------- | ------- | ------- |
| Единицы                        | человек | %     | человек | %       | человек | %       |
| Население                      | 17 886  | 100   | 9067    | 50,7    | 8819    | 49,3    |
| Плотность населения (чел./км²) | 122,7   | 122,7 | 62,2    | 62,2    | 60,5    | 60,5    |

## Сельские округа
1. Буды-Глоговске
2. Хуциско
3. Липе
4. Милоцин
5. Погвиздув-Новы
6. Погвиздув-Стары
7. Пшевротне
8. Рогозница
9. Рудна-Мала
10. Стыкув
11. Воля-Циха
12. Высока-Глоговска
13. Забайка

## Соседние гмины
1. Кольбушова
2. Ранижув
3. Жешув
4. Гмина Соколув-Малопольск
5. Свильча
6. Тшебовниско